# Ambatomainty Atsimo
Ambatomainty Atsimo est une commune urbaine malgache, située dans la partie centre-est de la région de Bongolava.

## Géographie
La commune urbaine comprend quatre villages.